# Іпанема
22°59′02″ пд. ш. 43°12′16″ зх. д. / 22.983819444444° пд. ш. 43.204527777778° зх. д.
Іпанема (порт. Ipanema) — престижний район у південній частині Ріо-де-Жанейро і розташований на ньому знаменитий морський пляж.

## Опис
Східним кордоном району є мис Арпоадор, що відокремлює Іпанему від кварталів Копакабани, північною — Озеро Родрігу-де-Фрейташ, західною — канал Jardim d’Allah, проритий в 1920 і що з'єднує лагуну з океаном і відокремлює Іпанеми від Леблона. Південний кордон — вулиця Avenida Vieira Souto, що проходить вздовж однойменного пляжу. Район знаменитий своїм пляжем і тротуаром, що йде вздовж нього, з характерним мозаїчним малюнком (порт. calçada portuguesa).
На відміну від сусідніх пляжів Південної зони Ріо-де-Жанейро, зокрема Копакабани, на пляжі Іпанема не так яскраво виражене океанське хвилювання (особливо в частині пляжу, прилеглої до мису Арпоадор). Популярне серед туристів та мешканців міста місце відпочинку та розваг.
За 5 км від пляжу Іпанеми в океані розташований архіпелаг Кагаррас.

## Історія
На мові індіанських народів тупі-гуарані слово «іпанема» означає «погана вода» або «смердюча вода». Походження цієї назви таке: більшість території, що становить сучасний район Іпанема, колись належала бразильському підприємцю «барону Іпанеми» Жозе Антоніу Морейра Філью (1830—1899). При цьому назва «Іпанема» спочатку належала до річки на батьківщині барона в штаті Сан-Паулу, а потім була поширена і на його володіння в Ріо-де-Жанейро.
На початку ХХ століття Іпанема була слабко забудована. Розвиток та урбанізація цього району посилилася на початку XX століття, коли місто Ріо-де-Жанейро почало розширюватися від Центрального району на південь. У цей час прибережні землі починають приходити до смаку населенню і підніматися в ціні, а трамвайні лінії, відкриті в 1902, сприяли урбанізації.

## Визначні пам'ятки
- Арпоадор — пляж і однойменний скельний мис і парк Гарота-ді-Іпанема, що знаходиться поруч, названий так на честь знаменитої пісні «Garota de Ipanema» ( «Дівчина з Іпанеми»).
- «Garota de Ipanema» — ресторан, пов'язаний з однойменною піснею.
- «Feira Hippie» («Ярмарок хіпі») — щотижневий недільний ринок, розташований на площі Женерал Озоріу (Praça General Osório), де продаються місцеві сувеніри, твори бразильських художників і ювелірів, зразки народних мистецтв і ремесел і т. ін. Ринок був заснований групою хіппі[4][5].

## Галерея

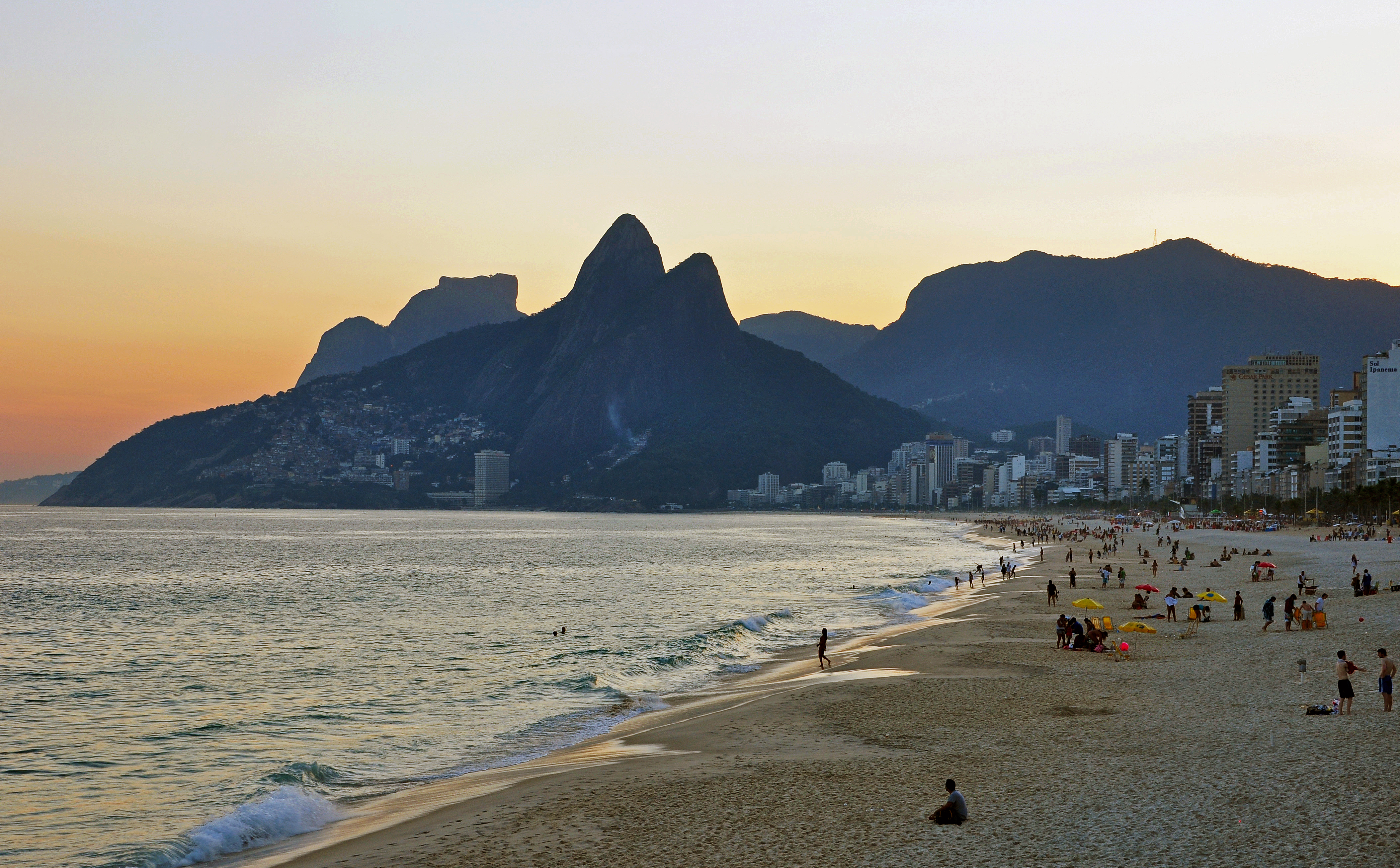
Захід сонця
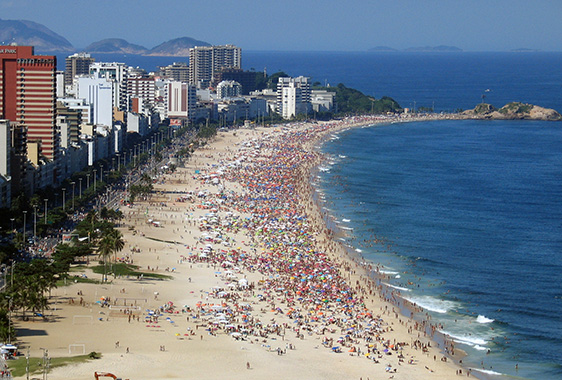
Панорама
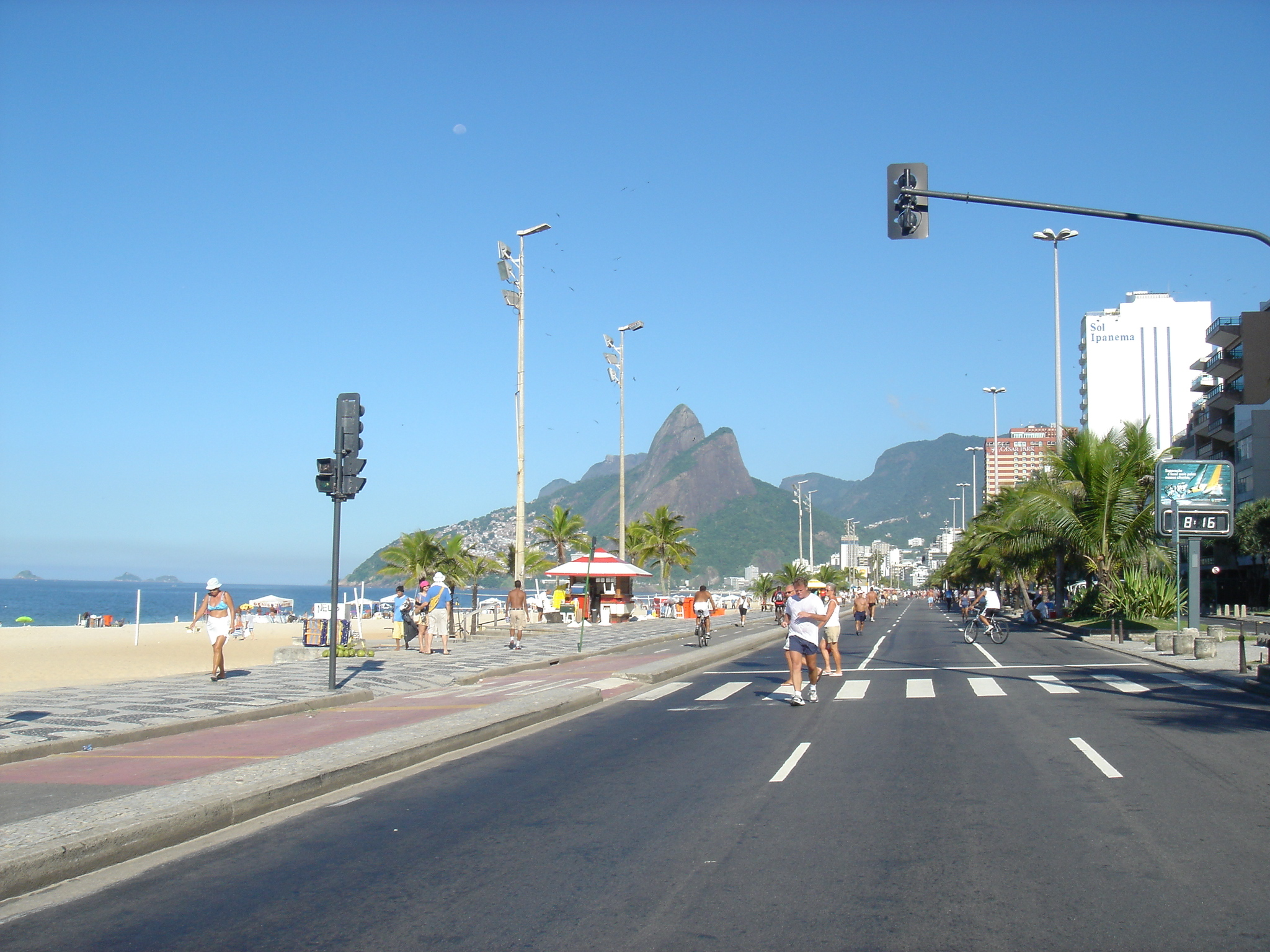
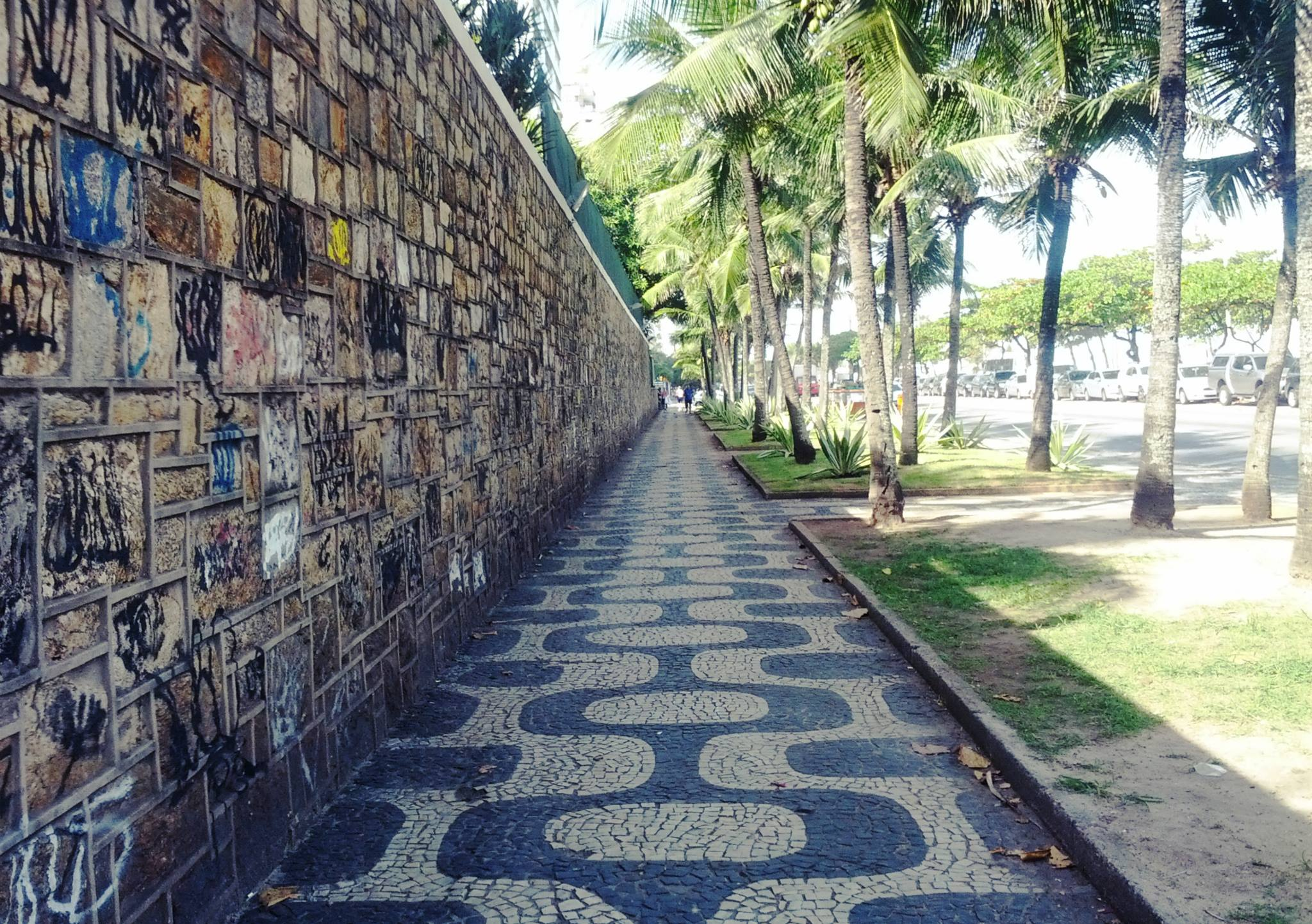
Avenida Vieira Souto[pt]
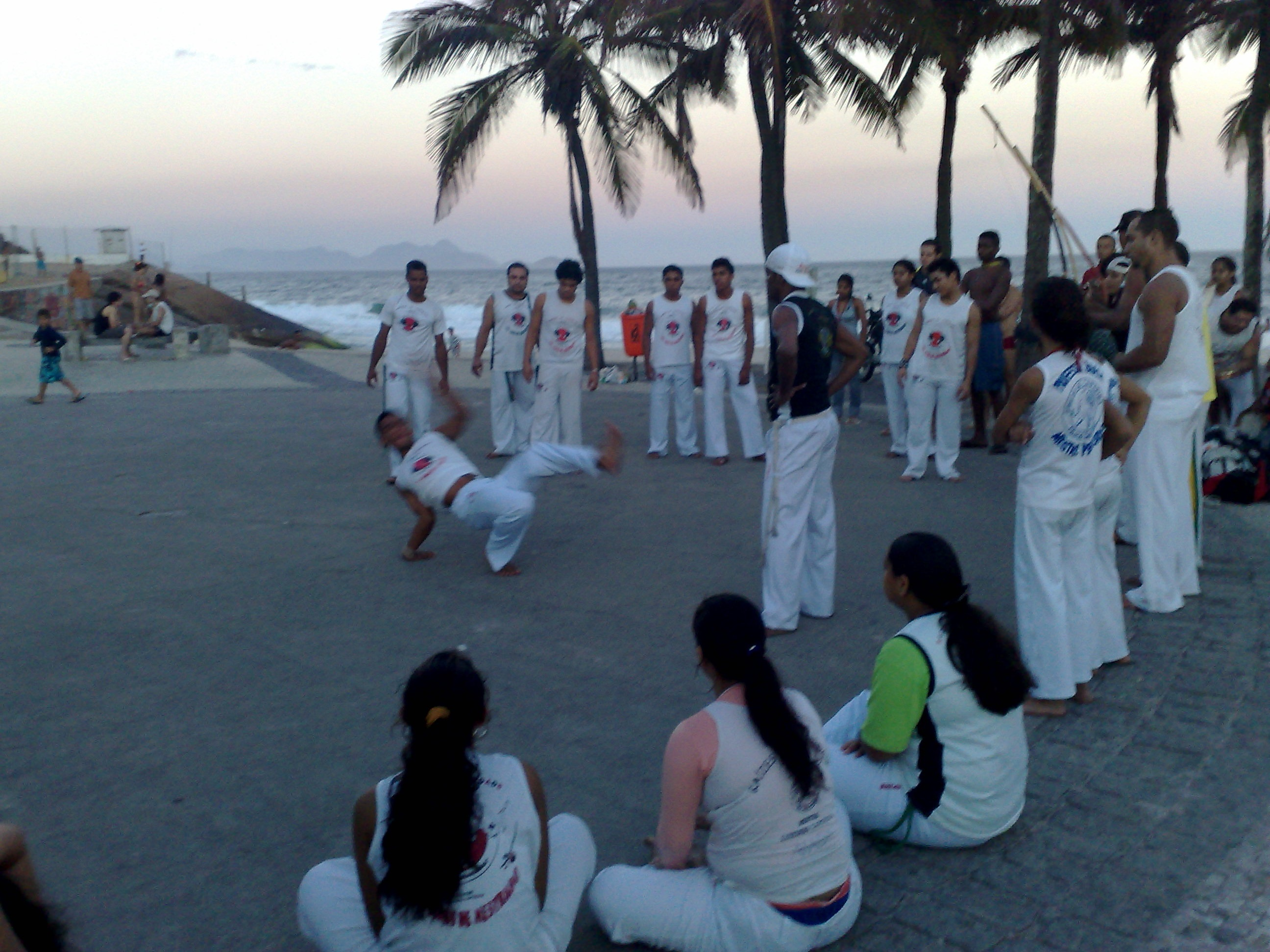
Капоейра на мисі Арпоадор (2009)
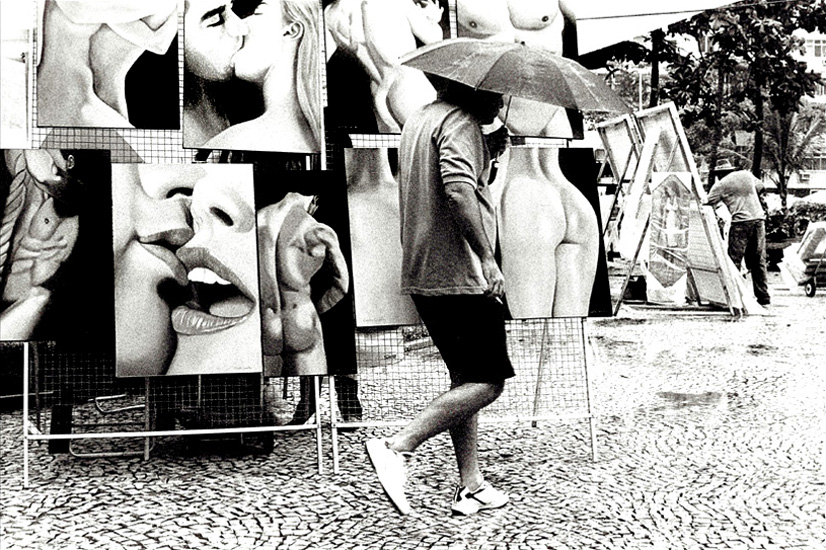
«Ярмарок хіпі» (2004)
1920-і
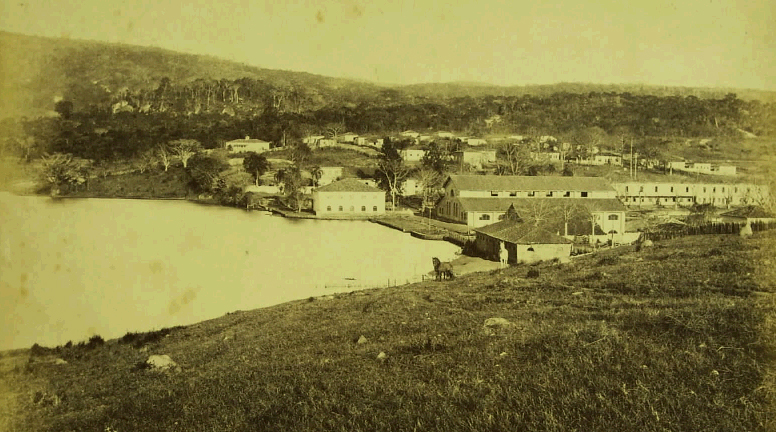
1870